# Krwawnik

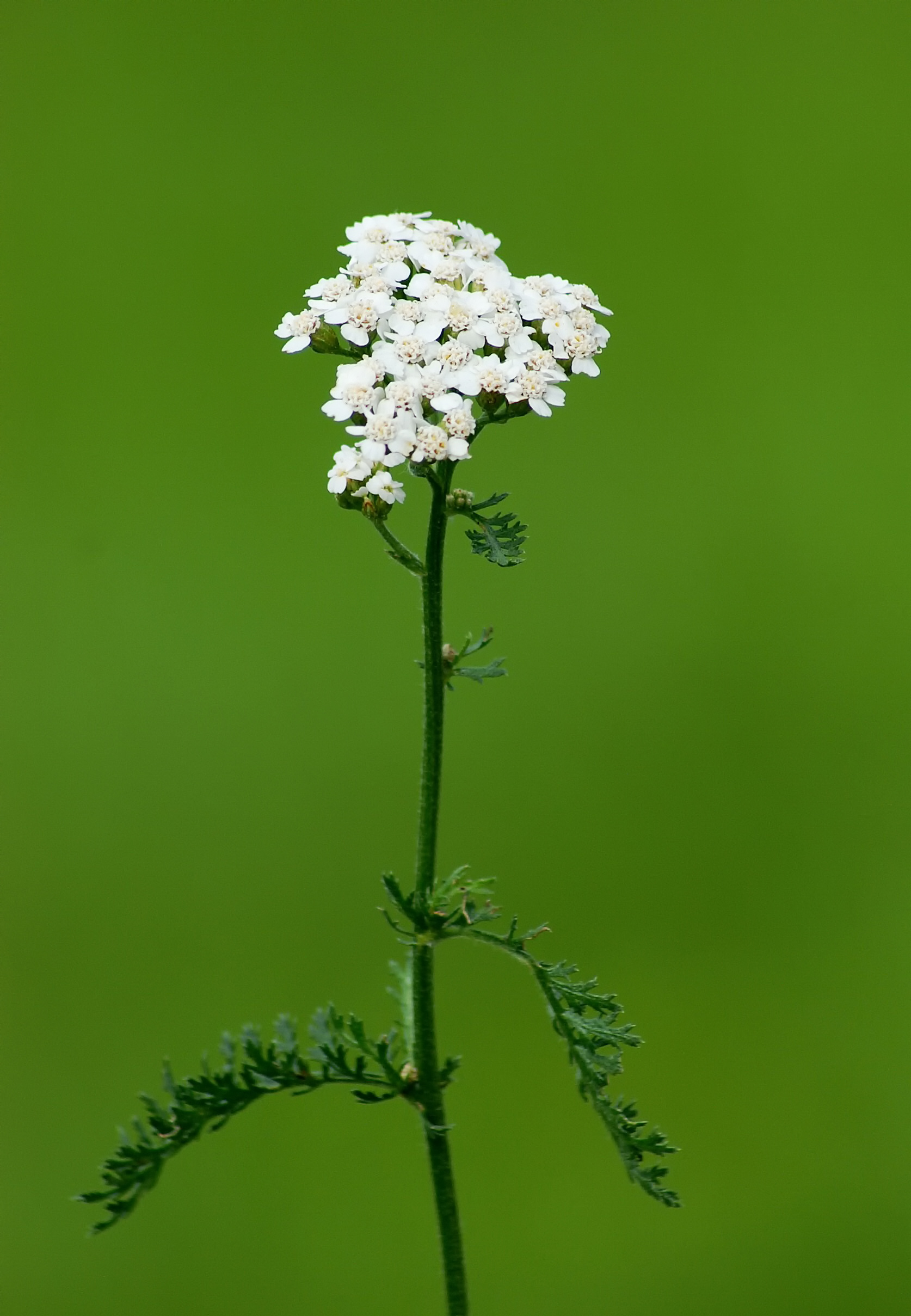
Achillea nobilis

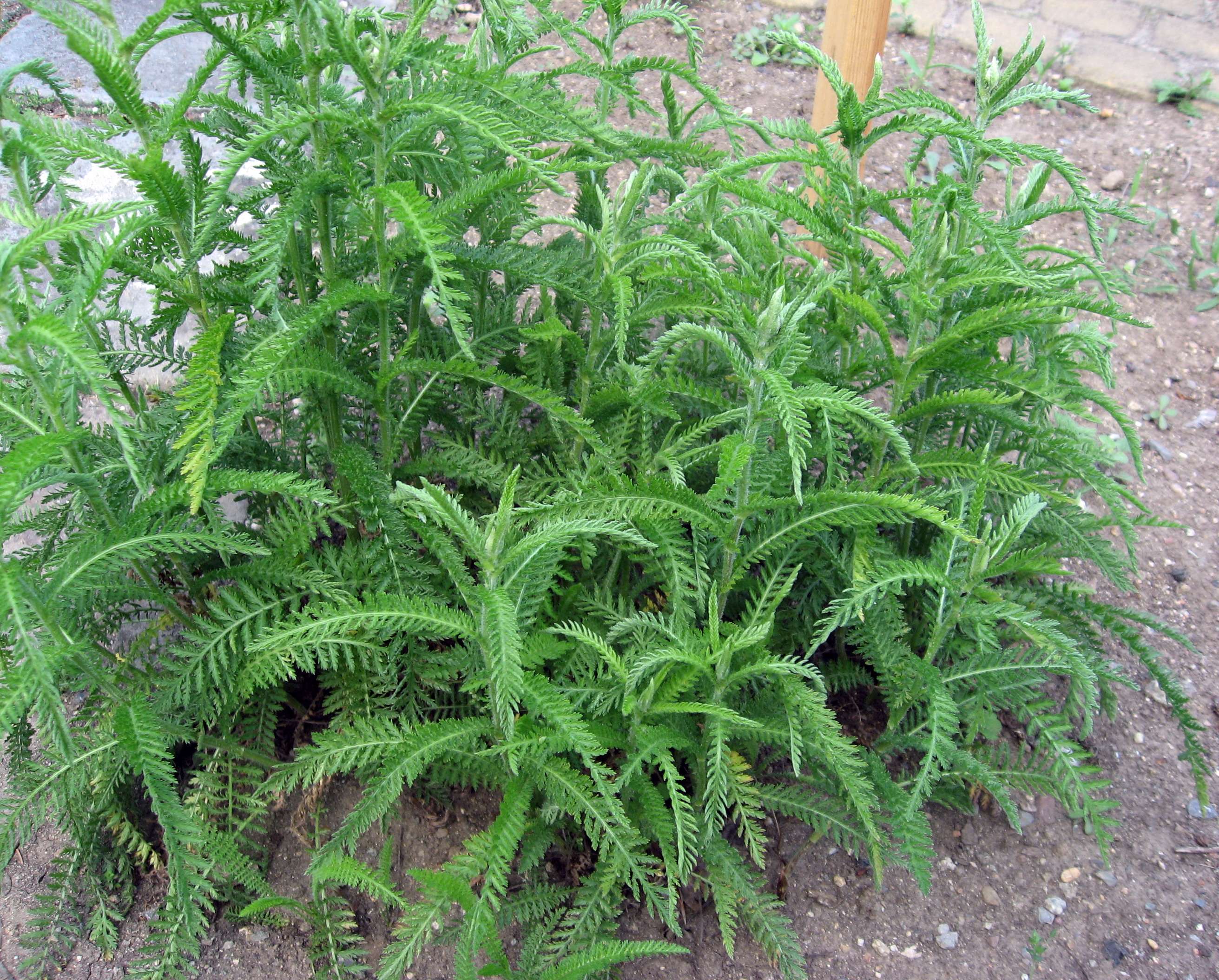
Achillea distans

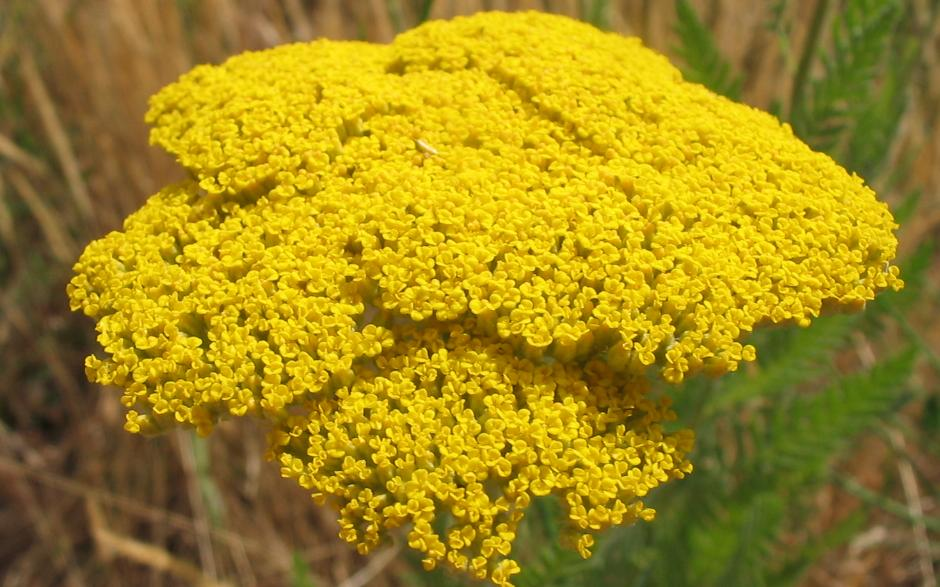
Krwawnik wiązówkowaty

Krwawnik (Achillea L.) – rodzaj bylin z rodziny astrowatych. Obejmuje 141 gatunków. Są to zielne rośliny wieloletnie występujące na wszystkich kontynentach półkuli północnej, głównie w strefie umiarkowanej. Rodzaj najbardziej zróżnicowany jest w Europie, gdzie obecne są 52 gatunki oraz w Azji. W Ameryce Północnej występują pojedyncze gatunki, przy czym na tym kontynencie sięgają najdalej na południe – do Gwatemali. W Polsce rośnie 8–11 gatunków (w zależności od statusu taksonomicznego), przy czym najbardziej pospolity jest krwawnik pospolity (A. millefolium). 
Niektóre gatunki, często w odmianach, uprawiane są w ogrodach jako ozdobne. Niektóre też wykorzystywane są jako rośliny lecznicze.
Łacińska nazwa rodzaju krwawnik pochodzi od mitycznego Achillesa, który miał używać tego ziela do leczenia ran (uleczył nim ponoć Telefosa, którego uprzednio zranił włócznią). 

## Morfologia
PokrójByliny, czasem drewniejące u nasady (półkrzewy), osiągające od kilku cm do ponad 80 cm wysokości, zwykle aromatyczne. Rośliny są kłączowe, rozwijają pojedyncze lub większą liczbę łodyg kwiatonośnych, w tym drugim wypadku zwykle skupionych blisko siebie, zwykle prosto wzniesionych. Pędy są nagie, skąpo lub gęsto owłosione. Korzenie wiązkowe i palowe.
LiścieOdziomkowe i łodygowe, te pierwsze zwykle więdną przed kwitnieniem. Siedzące i często obejmujące łodygę lub ogonkowe. Zwykle silnie wydłużone, równowąskie do lancetowatych i 1–2-krotnie pierzasto podzielone, z końcowymi odcinkami całobrzegimi. Od spodu liście są mniej lub bardziej owłosione, z wierzchu owłosione lub nagie.
KwiatyZebrane w koszyczki, a te w kwiatostany złożone w postaci gęstego lub luźnego podbaldachu, zwykle spłaszczonego od góry. Okrywy są półkuliste do dzwoneczkowatych o średnicy do 3 mm, rzadko większe. Listki okryw w liczbie 10–30 wyrastają w kilku rzędach, są lancetowate do jajowatych, zwykle obłonione na brzegu. Dno kwiatostanowe jest płaskie lub słabo wypukłe. Kwiaty brzeżne, języczkowe są żeńskie, najczęściej w liczbie 3–5, ale czasem ich brak lub jest paręnaście. Ich korona ma barwę białą, żółtą, różową lub purpurową, ma najczęściej kształt zaokrąglony. Kwiaty wewnętrzne, rurkowate, są obupłciowe, w liczbie od kilkunastu do kilkudziesięciu. Ich korony są białe, szarawe, żółte lub różowe.
OwoceNiełupki podługowate do jajowatych, spłaszczone, najczęściej z dwoma żebrami i gładkie. Puchu kielichowego brak.

## Systematyka
Synonim taksonomiczny
Millefolium Mill.
Pozycja systematyczna
Rodzaj z rodziny astrowatych Asteraceae, w jej obrębie klasyfikowany do podrodziny Asteroideae, plemienia Anthemideae i podplemienia Matricariinae.
Gatunki flory Polski
Pierwsza nazwa naukowa według listy krajowej, druga – obowiązująca według bazy taksonomicznej Plants of the World online (jeśli jest inna)
- krwawnik Gerbera Achillea micrantha Willd. (efemerofit)
- krwawnik kichawiec Achillea ptarmica L.
- krwawnik kowniatkolistny Achillea crithmifolia Waldst. & Kit. (antropofit)
- krwawnik pagórkowy Achillea collina Becker ex Rchb.
- krwawnik pannoński Achillea pannonica Scheele
- krwawnik pospolity Achillea millefolium L.
- krwawnik sudecki Achillea sudetica Opiz ≡ A. millefolium subsp. alpestris (Wimm., Günther & Grab.) Gremli[4]
- krwawnik szczecinkolistny Achillea setacea Waldst. & Kit.
- krwawnik szlachetny Achillea nobilis L. (niepewny status w polskiej florze)
- krwawnik wierzbolistny Achillea salicifolia Besser
- krwawnik wyprostowany Achillea stricta Schleich. ≡ A. distans subsp. stricta (Gremli) Janch.[4]

Lista gatunków

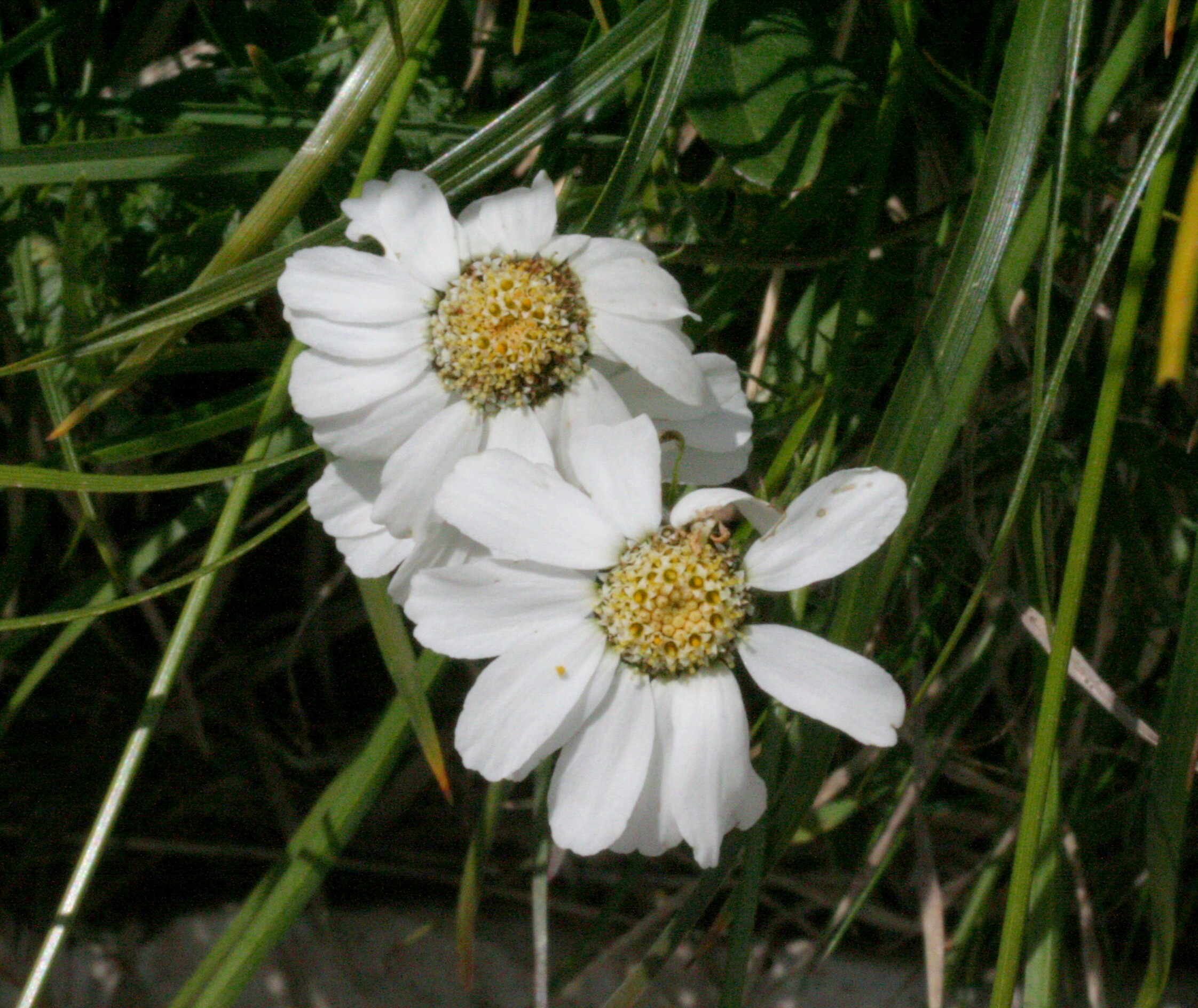
Achillea barrelieri

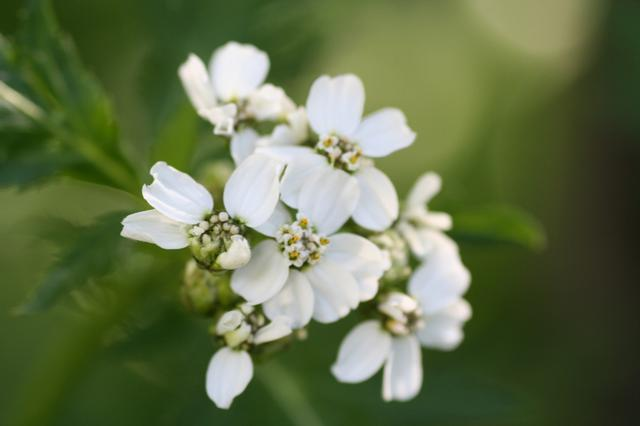
Achillea macrophylla

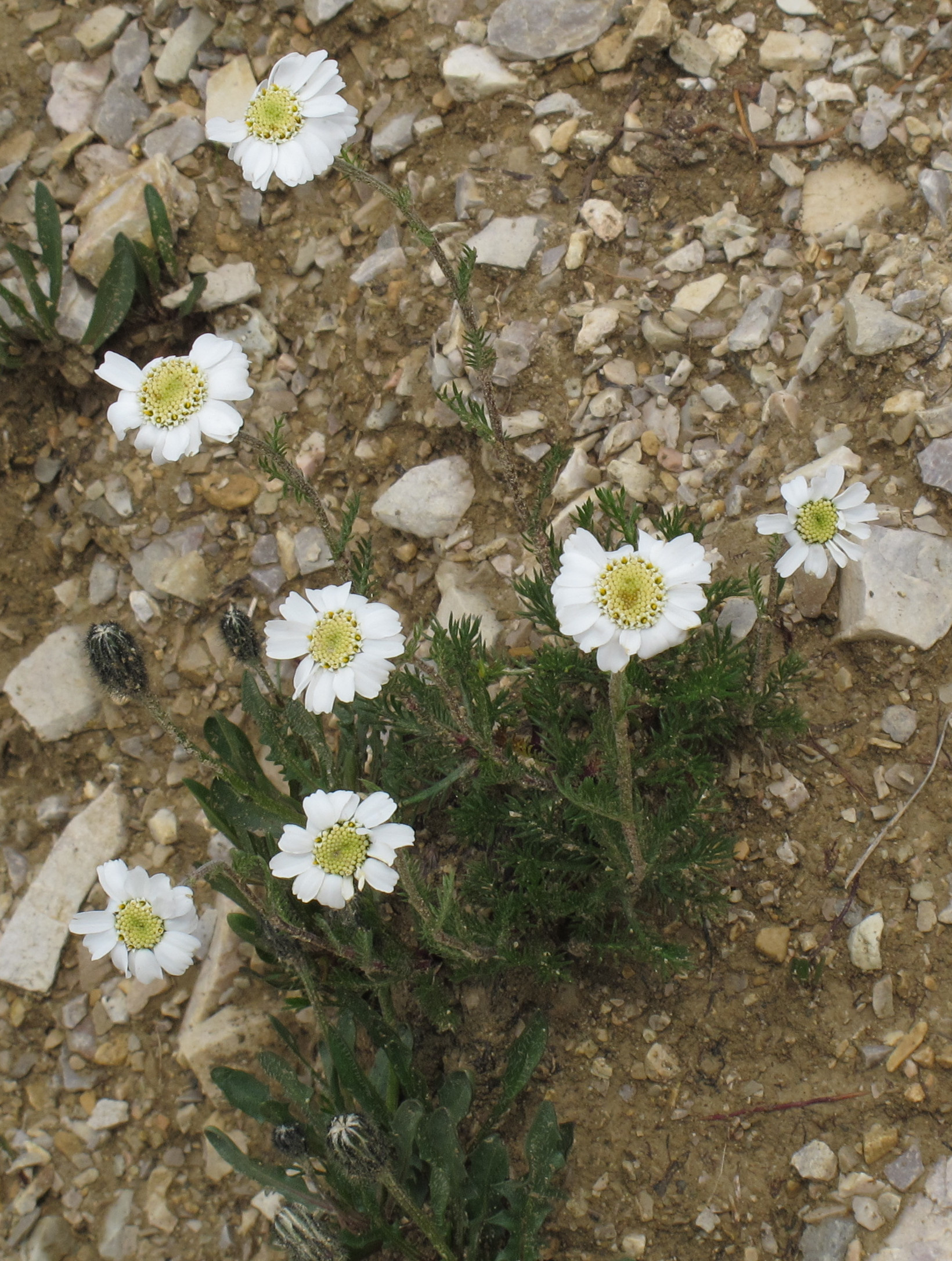
Achillea oxyloba

- Achillea abrotanoides (Vis.) Vis. – krwawnik piołunowaty
- Achillea × abscondita Wein
- Achillea absinthoides Halácsy
- Achillea acuminata (Ledeb.) Sch.Bip.
- Achillea adeniae Aytaç & Ekici
- Achillea aegyptiaca L.
- Achillea ageratifolia (Sm.) Benth. & Hook.f. – krwawnik żeniszkolistny
- Achillea ageratum L. – krwawnik polny
- Achillea × albinea Bjelčić & Maly
- Achillea aleppica DC.
- Achillea alexandri-regis Bornm. & Rudsky
- Achillea alpina L. – krwawnik alpejski
- Achillea ambrosiaca (Boiss. & Heldr.) Boiss.
- Achillea apiculata N.I.Orlova
- Achillea arabica Kotschy
- Achillea armenorum Boiss. & Hausskn.
- Achillea asiatica Serg.
- Achillea aspleniifolia Vent. – krwawnik zanokcicowaty
- Achillea atrata L.
- Achillea aucheri Boiss.
- Achillea baldaccii Degen
- Achillea baltae H.Duman & Aytaç
- Achillea barbeyana Heldr. & Heimerl
- Achillea barrelieri (Ten.) Sch.Bip.
- Achillea × bichigeani Prodan
- Achillea biserrata M.Bieb. – krwawnik piłkowany
- Achillea boissieri Hausskn. ex Boiss.
- Achillea × borzae Prodan
- Achillea brachyphylla Boiss. & Hausskn.
- Achillea × bronchalensis Mateo, Fabado & C.Torres
- Achillea bucharica C.Winkl.
- Achillea × buiana Prodan & Nyár.
- Achillea callichroa Boiss.
- Achillea cappadocica Hausskn. & Bornm.
- Achillea carpatica Błocki ex Dubovik
- Achillea chamaemelifolia Pourr.
- Achillea chrysocoma Friv. – krwawnik złocisty
- Achillea × claudio-politana Soó
- Achillea clavennae L. – krwawnik klaweński, k. Clavenny
- Achillea clusiana Tausch
- Achillea clypeolata Sm. – krwawnik tarczowaty
- Achillea coarctata Poir.
- Achillea collina Becker ex Rchb. – krwawnik pagórkowy
- Achillea conferta DC.
- Achillea × conrathii Fritsch
- Achillea × correvoniana Vacc.
- Achillea × coziana Nyár.
- Achillea cretica L.
- Achillea crithmifolia Waldst. & Kit. – krwawnik kowniatkolistny
- Achillea cucullata Bornm.
- Achillea cuneatiloba Boiss. & Buhse
- Achillea cunoraea F.K.Mey.
- Achillea distans Waldst. & Kit. ex Willd. – krwawnik odległołatkowy
- Achillea × dobrogensis Prodan
- Achillea × dragomanii Prodan
- Achillea × dumasiana Vatke
- Achillea erba-rotta All. – krwawnik klinolistny
- Achillea eriophora DC.
- Achillea euxina Klokov
- Achillea falcata L.
- Achillea × feliciana Brügger
- Achillea filipendulina Lam. – krwawnik wiązówkowaty
- Achillea formosa (Boiss.) Sch.Bip.
- Achillea fraasii Sch.Bip.
- Achillea fragrantissima (Forssk.) Sch.Bip.
- Achillea getica Grecescu
- Achillea glaberrima Klokov
- Achillea goniocephala Boiss. & Balansa
- Achillea × graja Beyer
- Achillea grandifolia Friv. – krwawnik wielkoblaszkowy
- Achillea griseovirens Albov
- Achillea gypsicola Hub.-Mor.
- Achillea hamzaoglui Arabacı & Budak
- Achillea × hausmanniana Suend.
- Achillea holosericea Sm. – krwawnik jedwabisty
- Achillea × huber-morathii Rech.f.
- Achillea × illiczevskyi Tzvelev
- Achillea impatiens L.
- Achillea × incognita Danihelka
- Achillea × intermedia Schult.
- Achillea inundata Kondr.
- Achillea × jaborneggii Halácsy
- Achillea × jauchiana Guyot
- Achillea × javorkae Prodan
- Achillea jenisseensis Stepanov
- Achillea × joannis Prodan
- Achillea kamelinii Kupr.
- Achillea karatavica Kamelin
- Achillea kellalensis Boiss. & Hausskn.
- Achillea × kerneri Halácsy
- Achillea ketenoglui H.Duman
- Achillea × keuperi García Cardo & Sánchez Melgar
- Achillea kirschneri Yıld. & Kılıç
- Achillea kotschyi Boiss.
- Achillea × kummerleana Prodan
- Achillea kuprijanovii Stepanov
- Achillea × laggeri Sch.Bip. ex Asch.
- Achillea latiloba Ledeb. ex Nordm.
- Achillea ledebourii Heimerl
- Achillea leptophylla M.Bieb.
- Achillea ligustica All. – krwawnik lubiśnikowaty
- Achillea lingulata Waldst. & Kit. – krwawnik językolistny
- Achillea lycaonica Boiss. & Heldr.
- Achillea macrophylla L. – krwawnik wielkolistny
- Achillea magnifica Heimerl ex Hub.-Mor.
- Achillea × major (Boiss.) Heimerl
- Achillea maritima (L.) Ehrend. & Y.P.Guo
- Achillea maura Humbert
- Achillea × maxima Heuff.
- Achillea membranacea DC.
- Achillea micrantha Willd. – krwawnik Gerbera
- Achillea micranthoides Klokov
- Achillea × mihaliki Prodan
- Achillea millefolium L. – krwawnik pospolity
- Achillea milliana H.Duman
- Achillea monocephala Boiss. & Balansa
- Achillea multifida (DC.) Griseb.
- Achillea nana L. – krwawnik drobny
- Achillea nobilis L. – krwawnik szlachetny
- Achillea × nyaradyana Prodan
- Achillea × obscura Trevir. – krwawnik ćmy
- Achillea occulta Constantin. & Kalpoutz.
- Achillea ochroleuca Ehrh. – krwawnik żółtawy
- Achillea odorata L.
- Achillea oligocephala DC.
- Achillea oxyloba (DC.) Sch.Bip.
- Achillea oxyodonta Boiss.
- Achillea pachycephala Rech.f.
- Achillea pannonica Scheele – krwawnik pannoński
- Achillea phrygia Boiss. & Balansa
- Achillea pindicola Hausskn.
- Achillea polyphylla (Gaudin) Schleich. ex Paill. & Vendrely
- Achillea × prodanii Degen
- Achillea pseudoaleppica Hausskn. ex Hub.-Mor.
- Achillea × pseudodorata Rouy
- Achillea pseudopectinata Janka
- Achillea ptarmica L. – krwawnik kichawiec
- Achillea ptarmicifolia (Willd.) Rupr. ex Heimerl – krwawnik kaukaski
- Achillea ptarmicoides Maxim. – krwawnik kichawcowaty
- Achillea pyrenaica Sibth. ex Godr.
- Achillea × reichardtiana Beck
- Achillea × romanica Prodan
- Achillea × rompelii Murr
- Achillea × roseoalba Ehrend.
- Achillea × rozaliae Prodan
- Achillea rupestris Huter, Porta & Rigo
- Achillea × ruscinonensis Rouy
- Achillea sahandica Turrill
- Achillea salicifolia Besser – krwawnik wierzbolistny
- Achillea santolinoides Lag.
- Achillea schauloi Stepanov
- Achillea schischkinii Sosn.
- Achillea schmakovii Kupr.
- Achillea × schneideri Rouy
- Achillea × schroeteri F.O.Wolf
- Achillea sedelmeyeriana Sosn.
- Achillea × serbani Prodan
- Achillea sergievskiana Shaulo & Shmakov
- Achillea setacea Waldst. & Kit. – krwawnik szczecinkolistny
- Achillea × siegfriedii Brügger
- Achillea sieheana Stapf
- Achillea sintenisii Hub.-Mor.
- Achillea sipikorensis Hausskn. & Bornm.
- Achillea sivasica Çelik & Akpulat
- Achillea spinulifolia Fenzl ex Boiss.
- Achillea stepposa Klokov & Krytzka
- Achillea stojanoffii Prodan
- Achillea × submicrantha Tzvelev
- Achillea × subtaurica Tzvelev
- Achillea talagonica Boiss.
- Achillea taygetea Boiss. & Heldr.
- Achillea tenuifolia Lam.
- Achillea teretifolia Willd.
- Achillea × thessalica J.Wagner
- Achillea thracica Velen. – krwawnik tracki
- Achillea tomentosa L. – krwawnik wełnisty
- Achillea × travignolensis Sünd.
- Achillea trevidiciana Sennen
- Achillea tuzsonii Ujhelyi
- Achillea × tymphaea Hausskn.
- Achillea × tzvelevii Mosyakin
- Achillea umbellata Sm. – krwawnik baldaszkowy
- Achillea × valesiaca Suter
- Achillea × vandasii Velen.
- Achillea vermicularis Trin. – krwawnik robaczkowaty
- Achillea virescens (Fenzl) Heimerl – krwawnik zieleniejący
- Achillea × wagneri Prodan
- Achillea wilhelmsii K.Koch
- Achillea wilsoniana (Heimerl ex Hand.-Mazz.) Hand.-Mazz.

## Zastosowanie
Niektóre gatunki, np. krwawnik pospolity i kichawiec mają własności lecznicze. Liczne gatunki są uprawiane jako rośliny ozdobne.
Niektóre gatunki uprawiane
- krwawnik ćmy (Achillea obscura Nees)
- krwawnik drobny (Achillea nana L.)
- krwawnik kaukaski (Achillea ptarmicifolia (Willd.) Heimerl)
- krwawnik kichawcowaty (Achillea ptarmicoides Maxim.)
- krwawnik klaweński (Achillea clavenae L.)
- krwawnik serbski (Achillea serbica Petrov.)
- krwawnik szarozielony (Achillea griseo-virens Alb.)
- krwawnik tarczowaty Achillea clypeolata Sm.
- krwawnik wełnisty (Achillea tomentosa L.)
- krwawnik wiązówkowaty, k. talerzowaty (Achillea filipendulina Lam.)
- krwawnik wrotyczolistny (Achillea tanacetifolia All.)
- krwawnik zieleniejący (Achillea virescens Heim.)
- krwawnik zwarty (Achillea compacta Willd.)
- krwawnik żeniszkolistny (Achillea ageratifolia (Lindl.) Boiss.)
- Achillea × kellereri Sund.
- Achillea × lewisii S. Arn.

## Uprawa
Wszystkie uprawiane gatunki są odporne na mróz. Są łatwe w uprawie, rosną na każdej glebie, ale preferują stanowiska słoneczne i suche. Wytwarzają kłącza, za pomocą których szybko się rozrastają. Najłatwiej rozmnażać je przez podział bryły korzeniowej bardzo wczesną wiosną. Po przekwitnięciu należy usuwać kwiatostany. Pędy można zostawić na zimę, ale wiosną należy je silnie przyciąć. Wiosną wskazane nawożenie.